# Congrès universel d'espéranto de 1952
Pour un article plus général, voir Congrès universel d'espéranto.
 (décembre 2024).
Le congrès universel d’espéranto de 1952 est le 37e congrès universel d’espéranto, organisé en août 1951, à Oslo en Norvège.